# Sinanitsa
Sinanitsa (bulgariska: Синаница) är ett berg i Bulgarien.   Det ligger i regionen Blagoevgrad, i den sydvästra delen av landet, 110 km söder om huvudstaden Sofia. Toppen på Sinanitsa är 2 485 meter över havet, eller 107 meter över den omgivande terrängen. Bredden vid basen är 0,59 km. Sinanitsa ingår i Pirin.
Terrängen runt Sinanitsa är bergig åt nordväst, men åt sydost är den kuperad. Närmaste större samhälle är Bansko, 16,5 km nordost om Sinanitsa. 
I omgivningarna runt Sinanitsa växer i huvudsak barrskog. Runt Sinanitsa är det ganska glesbefolkat, med 42 invånare per kvadratkilometer.